# Moriguchi

Moriguchi (守口市 Moriguchi-shi?) este un municipiu din Japonia, prefectura Osaka.